# پلیمر تقویت‌شده با الیاف

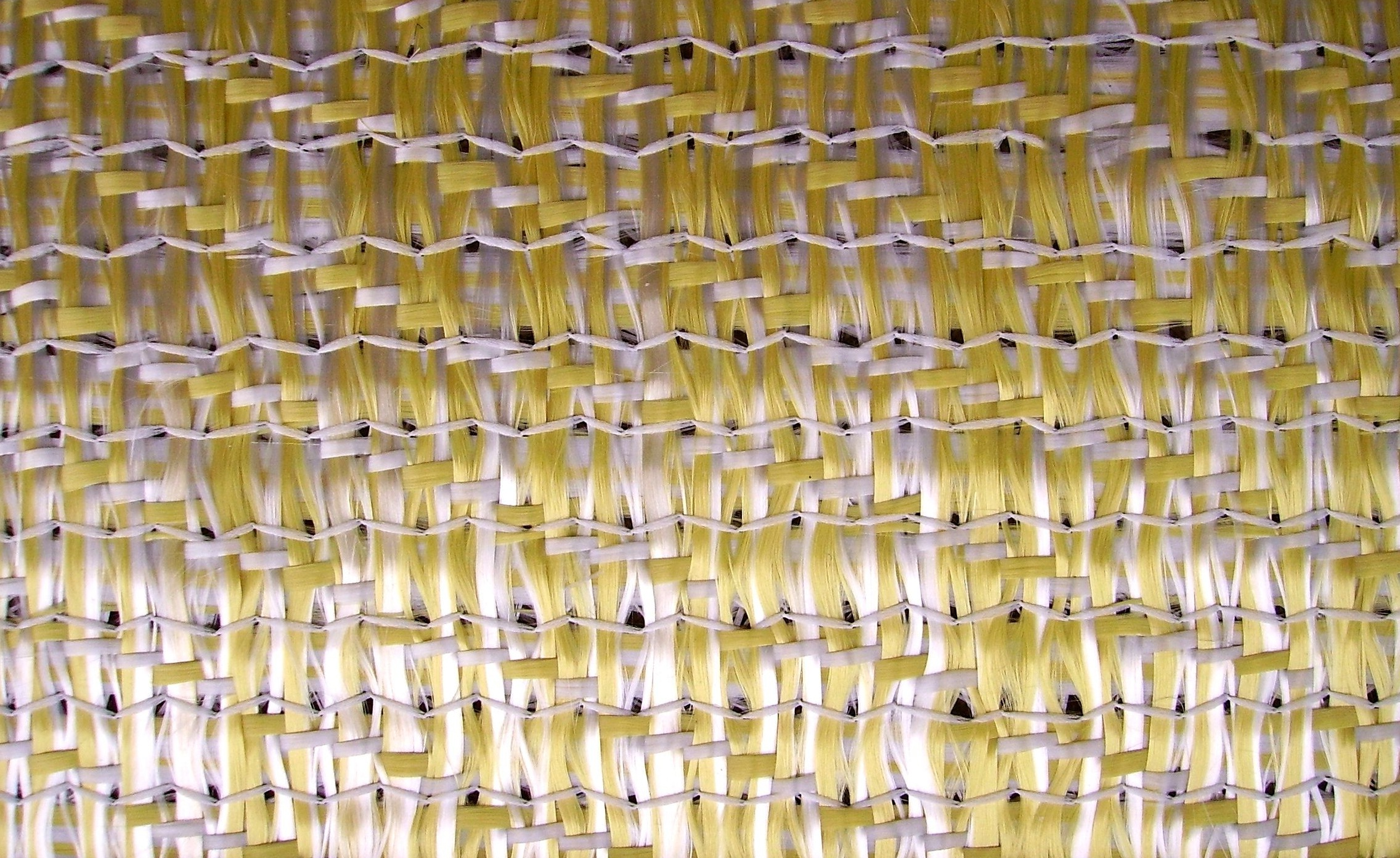
یک الیاف دوگانه از شیشه و آرامید که برای تقویت پلاستیک‌ها استفاده می‌شود.

پلیمر یا پلاستیک تقویت‌شده با الیاف (به انگلیسی: Fiber Reinforced Polymer/Plastic) که به صورت خلاصه FRP خوانده می‌شود، یک ماده کامپوزیت است که زمینه ای پلیمری داشته و با الیاف تقویت شده‌است. جنس این الیاف معمولاً از شیشه (برای مثال در فایبرگلاس)، کربن (برای مثال در پلیمر تقویت شده با الیاف کربنی) آرامید، یا بازالت می‌باشد. به ندرت از الیافی با جنس چوب، کاغذ، یا آزبست نیز استفاده می‌شود. جنس پلیمر نیز معمولاً اپوکسی، رزین استر وینیل، یا پلی استر ترموست می‌باشد، هر چند از رزین‌های فنیل فرمالدهیدی نیز همچنان استفاده می‌شود.
از FRPها معمولاً در صنایع هوافضا، خودرو، صنایع دریایی و ساختمانی استفاده می‌شود. استفاده از آنها در ساخت پوسته موشک‌های بالستیک نیز متداول شده‌است.
پلیمرتقویت شده با الیاف را می توان بر روی زیرایندهای بتنی، فلزی و پلاستیکی اعمال نمود تا به مقاومت مکانیکی و شیمیایی مطلوب دست پیدا کرد. از جمله کاربردهای آن می توان به مقاوم سازی سازه های بتنی، سازه های پلاستیکی، مخازن و لوله اشاره نمود.

FRP را می‌توان برای ترمیم یا تقویت و بهسازی انواع سازه‌های بتنی با نصب بر روی سطح (دالها و تیرها، ستون‌ها، دیوارهای حمال، شناژها و فونداسیون) و در ساختمان‌های مسکونی، اداری و تجاری، ساختمان‌های صنعتی، تکیه‌گاه‌های ماشین‌الات و تأسیسات سنگین، سازه‌های آبی از قبیل سد، کانال، کالورت و غیره، پل‌های جاده‌ای و ریلی، مخازن و منابع آب و مایعات، سیلوها و برج‌های خنک‌کننده به کار برد.
با پیشرفت‌های علم و فناوری، امروزه متخصصین امر ساخت وساز سعی می‌کنند به تکنولوژی ساخت مواد جدیدی دست یابند که علاوه بر انجام وظیفه‌های در نظر گرفته شده از جنبه‌های دیگر مؤثر بر سازنده مانند وزن، مقاومت، راحتی کاربرد و طول عمر نیز برتری‌هایی داشته باشند. یکی از این مواد که دارای مزیت‌های شمرده شده می‌باشند کامپوزیت‌های پلیمری می‌باشند. این مواد قابلیت استفاده به صورت‌های مختلف و در قسمت‌های مختلف سازه را دارند.

## الیاف شیشه
فایبرهای شیشه در چهار دسته طبقه‌بندی می‌شوند؛
1. E-Glass: متداول‌ترین الیاف شیشه در بازار با محتوای قلیایی کم، که در صنعت ساختمان به کار می‌رود.
2. Z-Glass: با مقاومت بالا در مقابل حمله قلیائیها، که در تولید بتن الیافی به کار گرفته می‌شود.
3. A-Glass: مقادیر زیاد قلیایی که امروزه تقریباً از رده خارج شده‌است.
4. S-Glass: در تکنولوژی هوا-فضا و تحقیقات فضایی به کار گرفته می‌شود و مقاومت و مدول الاستیسیته بسیار بالایی دارد.[۴]

## الیاف کربن

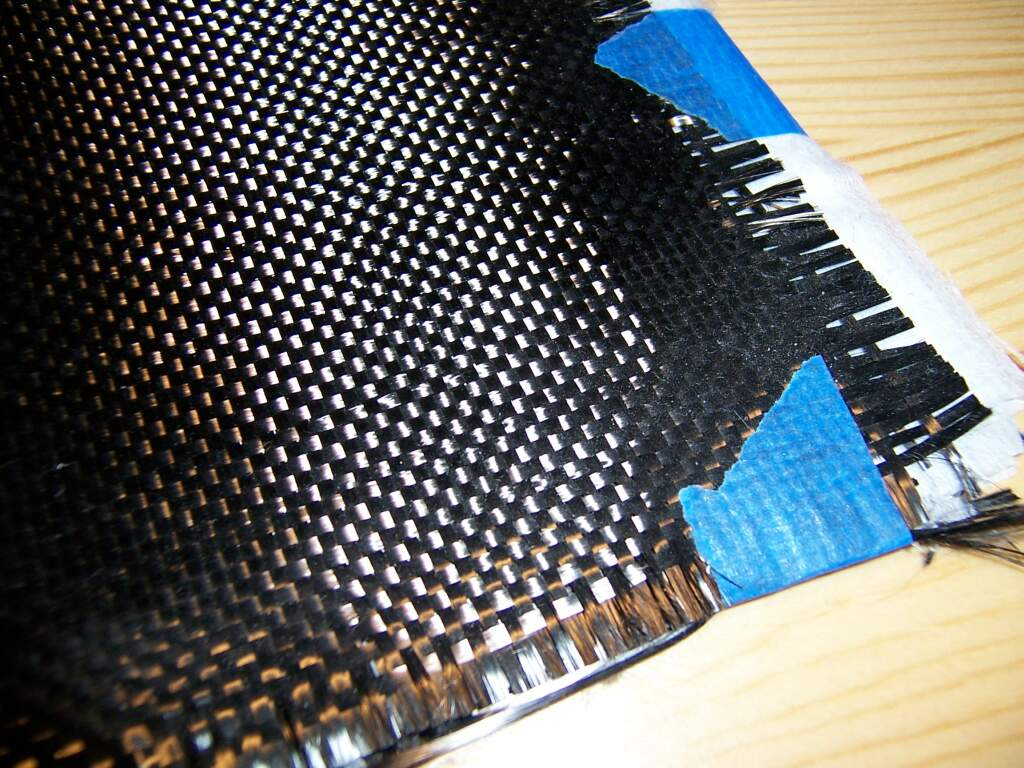
الیاف کربن بافته شده آماده ادغام با پلیمر ها (مانند رزین ها)

الیاف کربن در دو دسته طبقه‌بندی می‌شوند؛
۱- الیاف کربنی از نوع PAN در سه نوع مختلف هستند. تیپ I که تردترین آن‌ها با بالاترین مدول الاستیسیته محسوب می‌شود. تیپIIکه مقاوم‌ترین الیاف کربن است؛ و نهایتاً تیپ III که نرمترین نوع الیاف کربنی با مقاومتی بین تیپ Iو IIمی‌باشد.
۲– الیاف با اساس قیری (Pitch-based) که اساساً از تقطیر زغال سنگ بدست می‌آیند. این الیاف از الیافPAN ارزان‌تر بوده و مقاومت و مدول الاستیسیته کمتری نسبت به آن‌ها دارند.
لازم است ذکر شود که الیاف کربن مقاومت بسیار خوبی در مقابل محیط‌های قلیایی و اسیدی داشته و در شرایط سخت محیطی از نظر شیمیایی کاملاً پایدار هستند.

## الیاف آرامید
آرامید، یک کلمه اختصاری از آروماتیک پلی‌آمید است. آرامید اساساً الیاف ساخته دست بشر است که برای اولین بار توسط شرکتDuPont در آلمان تحت نام کولار (Kevlar) تولید شد. چهار نوع کولار وجود دارد که از بین آن‌ها کولار ۴۹ برای مسلح کردن بتن، طراحی و تولید شده‌است.

## مقاوم‌سازی سازه‌های بتن آرمه با مواد FRP
مواد مرکب FRP، دامنه وسیعی از کاربردها را برای مقاوم‌سازی سازه‌های بتن‌آرمه در مواردی که تکنیک‌های مرسوم مقاوم‌سازی ممکن است مسئله ساز باشند، به خود اختصاص داده‌اند. برای نمونه، یکی از معمول‌ترین تکنیک‌ها برای بهسازی اجزاء بتن آرمه، استفاده از ورق‌های فولادی است که از بیرون به این اجزاء چسبانده می‌شود. این روش، روشی ساده، مقرون به صرفه و کارا است؛ اما از جهات زیر مسئله ساز است: ۱- زوال چسبندگی بین فولاد و بتن که از خوردگی فولاد ناشی می‌شود.
۲- مشکلات ساخت صفحات فولادی سنگین در کارگاه ساختمان. ۳- نیاز به نصب داربست.
۴- محدودیت طول در انتقال صفحات فولادی به کارگاه ساخت (در مورد مقاوم‌سازی خمشی
اجزاء بلند).
نوارها یا صفحات می‌توانند جایگزینی برای صفحات فولادی باشند. مواد FRP برخلاف فولاد، تحت تأثیر زوال الکتروشیمیایی قرار نمی‌گیرند و می‌توانند در مقابل خوردگی اسیدها، بازها و نمک‌ها و مواد مهاجم مشابه در دامنه وسیعی از دما مقاومت کنند. در نتیجه نیاز به سیستم‌های حفاظت از خوردگی نمی‌باشد و آماده‌کردن سطوح اعضاء قبل از چسباندن صفحات FRP و نگهداری از آن‌ها بعد از نصب، از صفحات فولادی آسان‌تر است.
علاوه بر این، الیاف مسلح‌کننده در FRP می‌توانند در موضع معین و در نسبت حجمی و جهت خاصی درون ماتریس قرارگیرند تا بیش‌ترین کارایی به‌دست آید. مواد حاصله تنها با درصدی از وزن فولاد، مقاومت و سختی بالایی در جهت الیاف دارند. آن‌ها همچنین حمل و نقل آسان‌تری داشته، نیازمند داربست کمتری برای نصب می‌باشند، و می‌توانند برای مکان‌هایی که دارای دسترسی محدود هستند، مورد استفاده قرار گیرند؛ و پس از نصب، بار اضافی قابل‌توجهی را به سازه تحمیل نمی‌کنند.
روش مرسوم دیگر در مقاوم‌سازی اعضای بتن‌آرمه، استفاده از پوشش‌هایی از نوع بتن‌آرمه، بتن پاشیدنی یا فولاد می‌باشد. این روش تا جایی که مربوط به مقاومت، سختی و شکل‌پذیری می‌شود، کاملاً مؤثر است؛ اما باعث افزایش ابعاد مقاطع و بار مرده سازه می‌شود. همچنین این شیوه نیازمند عملیات پر دردسر و تخلیه ساکنین است و به صورت بالقوه باعث افزایش نامطلوب سختی اعضای بتن‌آرمه می‌شود. به‌عنوان یک جایگزین، صفحات می‌توانند به دور اجزاء بتن‌آرمه پیچیده شوند و افزایش قابل توجه مقاومت و شکل‌پذیری را به دنبال داشته باشند؛ بدون آن‌که تغییر FRPزیادی در سختی ایجاد نمایند. یک نکته مهم در ارتباط با مقاوم‌سازی اعضا با استفاده خارجی از آن است که باید درجه مقاوم‌سازی (نسبت ظرفیت نهایی عضو مقاوم‌شده به ظرفیت نهایی عضو مقاوم نشده) را محدود کنیم تا حداقل سطح ایمنی در حوادثی مانند آتش‌سوزی که منجر به از دست رفتن کارایی می‌شوند، حفظ گردد.